# Famille von Stillfried-Rattonitz
 (novembre 2024).
Si vous disposez d'ouvrages ou d'articles de référence ou si vous connaissez des sites web de qualité traitant du thème abordé ici, merci de compléter l'article en donnant les références utiles à sa vérifiabilité et en les liant à la section « Notes et références ».
La famille von Stillfried-Rattonitz est une famille d'ancienne noblesse de Bohême, du Saint-Empire romain germanique et d'Allemagne.

## Histoire

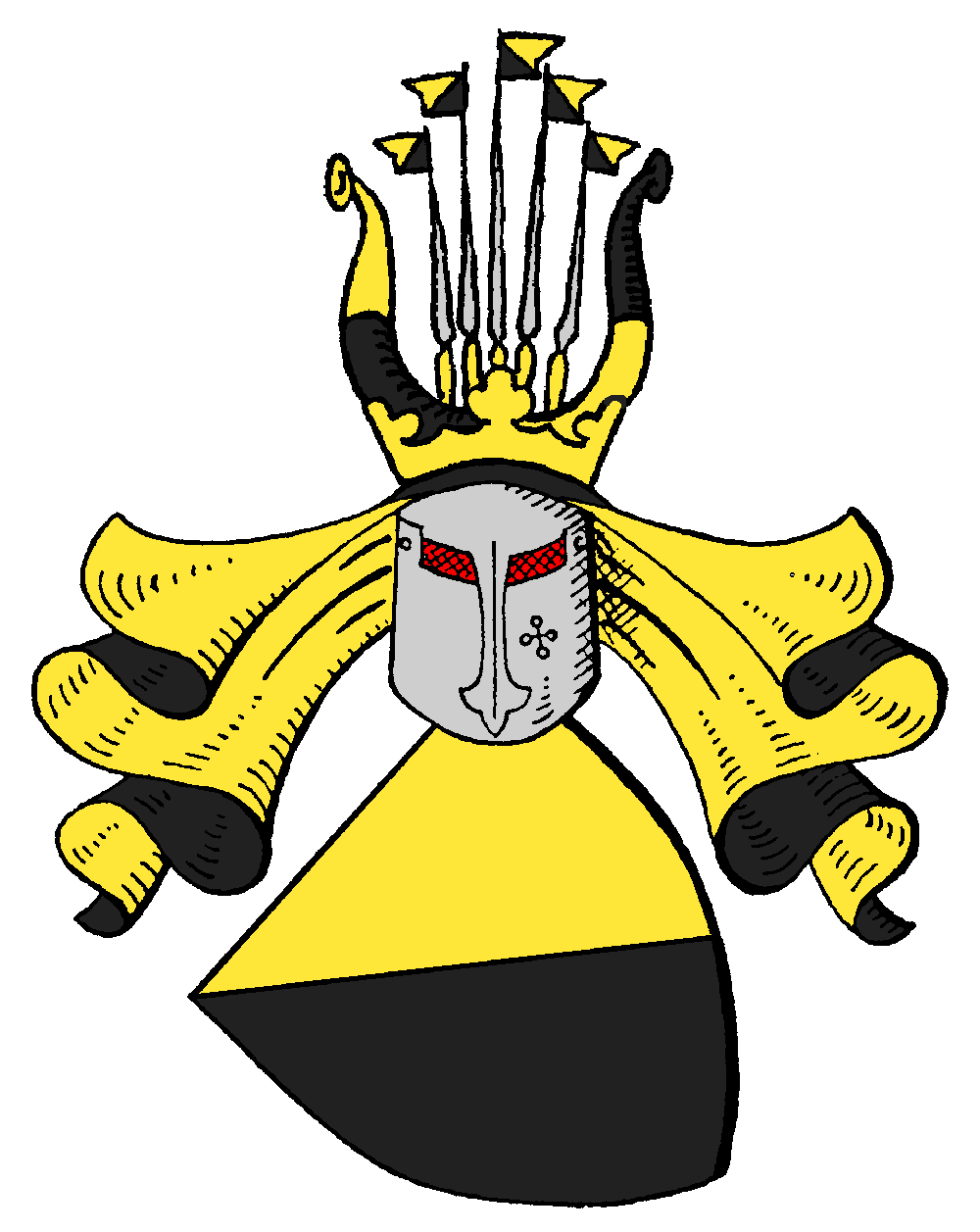

Les Stillfried-Rattonitz descendent d'un duc de Bohême, Stoymir de Przemysl, dont le nom est germanisé en Stillfried. Il s'établit en Autriche et tient le château fort de Stillfried sur la Morava, en Moravie. La famille s'établit ensuite au XIVe siècle en Silésie. Les seigneurs de Stillfried sont élevés au titre de barons en 1680.
Plusieurs branches existent alors, les barons autrichiens se dénomment Stillfried von Ratenicz, puis Stillfried von Rathenitz et la branche prussienne Stillfried von Rattonitz, celle-ci se divise à son tour en plusieurs branches, dont l'une accède au titre de comte.

## Personnalités
- Ludwig von Stillfried und Rattonitz (de) (1790–1865), Generalmajor
- Rudolf von Stillfried-Rattonitz (1804–1882), historien prussien et membre de la Cour du royaume de Prusse
- August von Stillfried-Ratenicz (1806–1897), Feldmarschall-Leutnant
- Baron Raimund von Stillfried (1839–1911), officier autrichien, peintre et photographe
- Georg von Stillfried-Rattonitz (1867–1941), Generalmajor
- Waldemar von Stillfried-Rattonitz (1877–1960), Generalmajor
- Pia von Stillfried und Rattonitz, épouse du comte Michael von Matuschka (1888–1944), opposant au national-socialisme.
- Alfons Stillfried (de) (1887–1974), officier et opposant au national-socialisme
- Janet von Stillfried (de) (*1962), historienne
- Georg Stillfried (de) (*1963), diplomate